# 紅蒴真蘚
紅蒴真蘚（学名：Bryum atrovirens）为真蘚科真蘚屬下的一个种。

## 扩展阅读
- 維基物種上的相關：紅蒴真蘚